# Thenmus aigialites
Thenmus aigialites es una especie de arácnido del orden Pseudoscorpionida de la familia Menthidae, la única especie del género Thenmus.

## Distribución geográfica
Se encuentra en Queensland (Australia).